# Aulus Atilius Caiatinus
Aulus Atilius Caiatinus (möglicherweise Calatinus) war ein römischer Politiker und Senator des 3. Jahrhunderts v. Chr.
Caiatinus stammte aus der plebejischen Familie (gens) der Atilier und war Sohn des Aulus Atilius Calatinus, welcher angeklagt wurde, die Stadt Sora in den Samnitenkriegen verraten zu haben. Vor der Verurteilung wurde er durch eine Ehrenerklärung seines Schwiegervaters Quintus Fabius Maximus Rullianus gerettet. Folglich war Caiatinus mütterlicherseits der Enkel von Fabius Rullianus.
Caiatinus wurde Konsul im Jahr 258 v. Chr., zelebrierte einen Triumphzug als Prätor im Jahr 257 v. Chr., wurde 254 v. Chr. erneut zum Konsul gewählt und Zensor 247 v. Chr.
Zusammen mit Gnaeus Cornelius Scipio Asina eroberte er im Jahr 254 v. Chr. Panormus, aber nur Asina wurde der Triumphzug zugesprochen. Im Jahr 249 v. Chr., nach der verheerenden Seeniederlage von Publius Claudius Pulcher und Lucius Iunius Pullus (Pulcher wurde zu einer Geldstrafe von 120.000 Assen verurteilt, sein Kollege beging Selbstmord, so dass beide Konsuln ungeeignet für das weitere Kommando waren), wurde Caiatinus zum Diktator ernannt. Er führte eine Armee nach Sizilien (und wurde damit der erste Diktator, der eine Armee außerhalb des Festland Italiens führte).
Er widmete einen Tempel der Spes, der Personifikation der Hoffnung und Sicherheit der Jugend, auf dem Forum Holitorium, dem Gemüsemarkt dessen Grenzen das Kapitol im Norden, der Tiber im Süden, die Servianische Mauer im Westen und das Forum Boarium (Viehmarkt) in Osten waren, sowie der Fides, der Personifikation des guten Glaubens, deren Symbol ein Paar verhängter Hände als Zeichen der Übereinstimmung ist, auf dem Kapitol.